# Johanna av Kent
Johanna av Kent, (eng Joan of Kent), född 29 september 1328, död augusti 1385, känd som Kents sköna mö (The Fair Maid of Kent), prinsessa av Wales, gift med Edvard, den svarte prinsen.

## Barndom
Johannas far, Edmund earl av Kent, var son till Edvard I och halvbror till Edvard II. Edmunds stöd för kungen ledde till att han kom i konflikt med drottningen Isabella och hennes älskare Roger Mortimer. Då Edvard II avsattes avrättades Johannas far.
Earlens änka, Margaret Wake, lämnades med fyra barn, Johanna var bara två år gammal. Hennes kusin, Edvard III, tog ansvar över familjen och tog väl hand om dem. Hans hustru, drottning Filippa var välkänd för sin ömsinthet och Johanna växte upp vid hovet tillsammans med sina släktingar, däribland  den svarte prinsen.

## Äktenskap
Vid tolv års ålder ingick Johanna ett hemligt äktenskap med Thomas Holland. Följande år, då Holland var utomlands, tvingade hennes familj henne att gifta sig med William Montacute. Som grevinna av Salisbury hamnade hon i det högsta samhällskiktet. Somliga historiker menar att hon var den kvinna som på en bankett i Calais drog till sig alla mäns uppmärksamhet och vid en dans med kungen tappade sitt strumpeband, vilket ska ha varit ursprunget till strumpebandsorden. Det är dock mer troligt att kvinnan var Johannas svärmor.
Det var inte förrän flera år senare, då Thomas Holland återkom från korstågen som hela historien som hans tidigare relation med Johanna blev känd. Han bad påven om att få tillbaka sin hustru. Då earlen av Salisbury upptäckte att Johanna stödde detta höll han henne fånge i det egna hemmet.
1349 annullerade påven Johannas äktenskap med earlen och hon fick återvända till Thomas Holland och levde med honom i elva år, fram till hans död 1360. De fick fyra barn:
1. Thomas Holland, earl av Kent, g.m Elizabeth Plantagenet, (1364-1426), dotter till Johan av Gent och Blanche av Lancaster
2. John Holland, hertig av Exeter
3. Johanna Holland g.m 1) Johan V av Bretagne 2) Edmund av Langley (son till Edvard III och Filippa av Hainault)
4. Maud Holland

Änkan Johanna var bara trettiotvå och ett kap, hon ärvde Kent då hennes bror dog 1353, hon var dessutom slående vacker. Hon hade perfekta drag och rödbrunt hår som nådde ned till midjan och betraktades som den mest åtråvärda kvinnan i riket. Den svarte prinsen hade varit förälskad i henne i flera år, men hans föräldrar misstyckte. Drottning Filippa hade tidigt haft Johanna som favorit, men då hennes son blev äldre hade hon blivit bekymrad av de knoppande romansen mellan kusinerna och stoppade den.

## Nytt giftermål och liv i Frankrike
Ärkebiskopen av Canterbury varnade prinsen att det skulle kastas tvivel om legitimiteten kring de barn som Johanna skulle föda honom med tanke på att en av hennes tidigare makar, earlen av Salisbury fortfarande var i livet, men äktenskapet gick igenom med försäkran om absolution från påven. De gifte sig 1361 och reste nästan omedelbart till Frankrike, eftersom den svarte prinsen även var prins av Akvitanien en region i Frankrike som hörde till den engelska kronan. Två söner föddes i Frankrike, den äldre av dem som fått namnet Edvard efter fadern och farfadern dog vid sex års ålder.
Omkring den andre sonen, Rikards, födelse lurades prinsen in i ett krig å Pedro den grymmes vägnar. Den svarte prinsen utkämpade en av sina största segrar, men kung Pedro dödades och det fanns inga pengar att betala trupperna. Under tiden tvingades prinsessan samla ihop en annan armé, eftersom prinsens fiender hotade Akvitanien i hans frånvaro.

## Makens död och sonens kröning
1371 kunde inte längre den svarte prinsen uttöva sina plikter som prins av Akvitanien och återvände till England där pesten skördade många offer. Den dödade Johannas mor 1372. Samma år tvingade sig prinsen att göra ett sista försök att försvara faderns franska territorier. Hans hälsa var nu väldigt dålig. Senare samma år, en vecka före hans fyrtiosjätte födelsedag avled han i sin säng i Westminster.
Johannas son Rikard blev nu Englands tronföljare och han blev kung vid farfaderns död följande år. I början av sin regeringstid stod den unge kungen inför Bondeupproret. Lollarderna, religiösa reformatörer ledda av John Wyclif hade stått under Johannas beskydd, men då den populära reformrörelsen blev allt våldsammare, minskade kungens anseende. Men för Johanna skulle det bli värre. 1385 genomförde John Holland, hennes vuxne son från hennes tidigare äktenskap ett fälttåg mot kungen av Skottland och ett gräl bröt ut mellan honom och lord Stafford, en av den nya drottningens gunstlingar. Stafford dödades och John Holland sökte skydd i John av Beverleys helgedom. Då kungen återvände dömdes Holland till döden. Johanna bönföll under fyra dagar sonen att skona sin halvbror. På den femte dagen (exakt datum i augusti är ej känt) dog hon, på Wallingford Castle. Rikard benådade självklart John Holland, men skadan var redan skedd. Johanna begravdes i Stamford i Lincolnshire. John Holland sändes på pilgrimsfärd till heliga landet.